# Première pharmacie à Ljig
La première pharmacie à Ljig (en serbe cyrillique : Кућа са првом апотеком у Љигу ; en serbe latin : Kuća sa prvom apotekom u Ljigu) se trouve à Ljig, dans le district de Kolubara en Serbie. Elle est inscrite sur la liste des monuments culturels protégés de la République de Serbie (identifiant no SK 1548),,,.

## Présentation

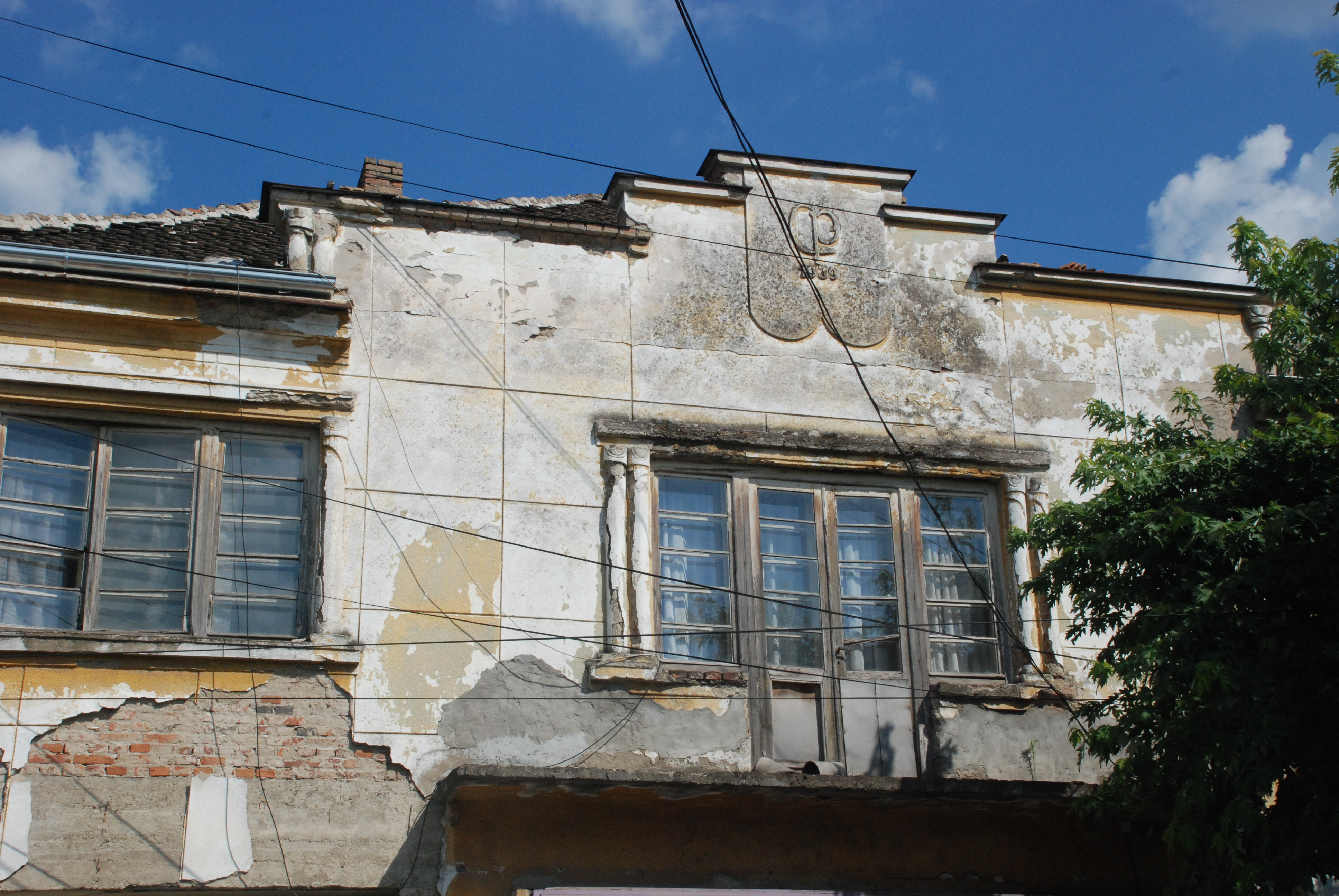
Détail de la façade.

Le bâtiment a été construit en 1939 pour le pharmacien Savka Ristić selon un projet de l'architecte Milenko Savčić (1901-1954), diplômé de la Faculté d'architecture de l'Université de Belgrade ; il est le premier de la ville où a été utilisé le béton armé. Il est caractéristique de l'influence du mouvement moderne.
Le bâtiment est à fois résidentiel et commercial. Au rez-de-chaussée se trouve la pharmacie avec un petit espace résidentiel, tandis que l'étage est entièrement résidentiel.